# O.P. Johanssons Mekaniska Verkstad
O.P. Johanssons Mekaniska Verkstad var en maskinverkstad i Hjo, som grundades 1928 av O.P. Johansson (född 1886), som var son till gjutaren Johan Alfred Andersson. Samma år uppförde O.P. Johansson en fabriksbyggnad vid Nolängsgatan.
Verkstaden tillverkade framför allt bandputsmaskiner, slipmaskiner, kapsågsspindlar och kapsågar och liknande för snickerifabriker. Företaget hade fyra anställda 1943.